# Ventilader
Ventilader fue una banda mexicana de rock formada en 2005 por el vocalista Jorge Marrón y el baterista Carlos González "Mersi" en Monterrey, Nuevo León, México, la banda estaba conformada por integrantes de diferentes partes de México así como de Argentina, Se han presentado en festivales importantes como Vive Latino, Corona Capital y SXSW

## Historia
Ventilader se forma en 2005 en Monterrey, Nuevo León, México cuando Jorge Marrón quien es originario de Acapulco conoce a Carlos González "Mersi" tras verlo tocar la batería en un bar, después de trabajar dos años juntos emprenden un viaje a Ciudad de México  en donde conocen al bajista Gonzalo Herrerías "Gonchis"
En 2007 firman contrato con la disquera independiente Noiselab Records y lanzan el álbum debut "Ápice" el primer sencillo fue "Metido Hasta Adentro" el cual fue una de las 150 canciones más tocadas por la estación de radio "Reactor 105.7" de Ciudad de México 
En mayo de 2009  sale el álbum "Olas" bajo el sello discográfico de Universal Music de este nuevo material se desprende el primer sencillo "Vas o Vienes" En esta etapa se une al grupo Jorge Navarro "Praim" como guitarrista y tecladista  
En junio de 2010 la banda lanza el EP "Guía y Pasajeros" con la disquera "Versivan Records, este EP lo conforman 5 canciones con un sonido acústico 
Para el 2011 sale el tercer álbum de estudio "Astromelia" producido de manera independiente, en esta nueva producción la banda combina su característico feeling acústico con lo electrónico  
Su último disco lanzado en 2014 titulado "No es un Adiós" fue producido por Leonel García y contiene colaboraciones con el mismo Leonel y con Natalia Lafourcade.
tras 10 años de trayectoria en 2015 en una entrevista al bajista "Gonchis" cuenta que el plan más próximo que tiene la banda es tomarse un descanso para después sentarse y ver que planes hay para el quinto disco

## Integrantes

### última formación
- Jorge Marrón - Voz, Guitarra rítmica (2005-2015)

- Gonzalo Herrerías "Gonchis" - Bajo (2007-2015)

- Jorge Navarro "Praim" - Guitarra (2009-2015)

- Carlos González "Mersi" - Batería (2005-2015)

- Ignacio Stabile - Teclados, Piano (2013-2015)

## Discografía

### Álbumes de estudio
- Ápice (2007)
- Olas (2009)
- Astromelia (2011)
- No Es Un Adiós (2014)

### EP
- Guía y Pasajero (2010)

### Sencillos
- "Metido Hasta Adentro" (2007)
- "Vas o Vienes" (2009)
- "Sobreexpuesta" (2010)
- "Todo a Su Tiempo" (2011)
- "La Historia se Repite" (2012)
- "Astromelia" (2012)
- "Ecos" (2014)
- "Uno de Esos Días" (2015)
- "Al Día Siguiente" (2015)

### Colaboraciones
- Miércoles de Ceniza (Tributo a Caifanes (banda)-Jaguares)
- "Siempre en Domingo" (Jumbo (banda)-Restaurant Revisitado)
- "Vamos a Darnos Tiempo" (Tributo a José José Vol. 2)